# Crotchia
Crotchia é um género de coleópteros da família Erotylidae.